# Park Ji-ae
Park Ji-ae (* 11. April 1991) ist eine südkoreanische Biathletin.

## Karriere
Park Ji-ae gab ihr internationales Debüt im Rahmen von Rennen des IBU-Cups. Bei ihren ersten Rennen, zwei Sprints in Idre, wurde sie 90. und 68. In Beitostølen erreichte sie mit einem 55. Rang in einem Sprint ihr bislang bestes Ergebnis in der zweithöchsten Rennserie. In Ridnaun konnte sie noch im selben Jahr ihr erstes Rennen im Weltcup bestreiten, die koreanische Mixed-Staffel zu der auch Jo In-hee, Kim Seon-su und Kim Kyung-nam gehörten, erreichte nicht das Ziel. In Oberhof bestritt Park ihr erstes Einzelrennen, einen Sprint, und erreichte Rang 90. Es ist zugleich ihr bislang bestes Resultat im Weltcup. Erste internationale Meisterschaften wurden die Juniorenweltmeisterschaften 2013 in Obertilliach, bei denen sie 41. des Einzels, 38. des Sprints und 37. der Verfolgung wurde. Wenig später nahm sie in Nové Město na Moravě auch erstmals an Weltmeisterschaften teil, bei denen sie 110. des Einzels und 106. des Sprints wurde. Mit Jo In-hee, Kim Seon-su und Hwang Hye-suk wurde sie zudem 24. mit der überrundeten koreanischen Staffel.

## Biathlon-Weltcup-Platzierungen
Die Tabelle zeigt alle Platzierungen (je nach Austragungsjahr einschließlich Olympische Spiele und Weltmeisterschaften).
- 1.–3. Platz: Anzahl der Podiumsplatzierungen
- Top 10: Anzahl der Platzierungen unter den ersten zehn (einschließlich Podium)
- Punkteränge: Anzahl der Platzierungen innerhalb der Punkteränge (einschließlich Podium und Top 10)
- Starts: Anzahl gelaufener Rennen in der jeweiligen Disziplin
- Staffel: inklusive Mixed- und Single-Mixed-Staffeln

| Platzierung              | Einzel | Sprint | Verfolgung | Massenstart | Staffel | Gesamt |
| ------------------------ | ------ | ------ | ---------- | ----------- | ------- | ------ |
| 1. Platz                 |        |        |            |             |         |        |
| 2. Platz                 |        |        |            |             |         |        |
| 3. Platz                 |        |        |            |             |         |        |
| Top 10                   |        |        |            |             |         |        |
| Punkteränge              |        |        |            |             | 22      | 22     |
| Starts                   | 3      | 7      |            |             | 23      | 33     |
| Stand: 31. Dezember 2021 |        |        |            |             |         |        |